# Mòdena
|  | Per a altres significats, vegeu «Modena». |

Mòdena és una ciutat d'Itàlia a la regió d'Emília-Romanya, capital de la província de Mòdena. Tenia 184.663 habitants l'any 2011.
L'any 1997, la seva catedral, la Torre Cívica i la Piazza Grande foren declarats Patrimoni de la Humanitat per la UNESCO.

## Geografia
Mòdena està situada a la plana padana, envoltada pels rius Secchia i Panaro, tots dos afluents del Po. Al centre de la ciutat hi ha la font dels dos rius, que simbolitza aquest fet, obra de Giuseppe Graziosi. La ciutat està connectada al Panaro a través del canal Naviglio.
La serralada dels Apenins comença a uns 10 quilòmetres al sud de la ciutat.
El municipi està dividit en quatre circoscrizioni. Són les següents:
- Centro storico (Centro històric, San Cataldo)
- Crocetta (San Lazzaro-Mòdena oriental, Crocetta)
- Buon Pastore (Buon Pastore, Sant'Agnese, San Damaso)
- San Faustino (S. Faustino-Saliceta San Giuliano, Madonnina-Quattro Ville)

Segons la classificació climàtica de Köppen, Mòdena normalment està classificada com a clima subtropical humit. Els estius són suaus i calorosos, amb poca pluja, i els hiverns són freds i humits.

## Història

### Període romà
Mutina (Μουτίνη o Μοτίνη o Μούτινα) era una ciutat de la Gàl·lia Cispadana probablement d'origen etrusc als que els fou conquerida pels bois. Probablement va caure en mans dels romans a la guerra gal·la del 225 al 222 aC doncs ja apareix com a possessió romana el 218 aC. Estava situada entre Parma i Bononia.
El cònsols que fundaven la colònia de Placentia foren atacats pels gals i es van haver de refugiar a Mutina. Polibi diu que fou colònia romana però no hi ha cap més evidència i Tit Livi no li dona aquest rang en aquell moment. Després de la derrota dels bois el 191 aC els romans van fundar les colònies de Parma i Mutina el 183 aC (coloniae civium) amb dos mil colons a cadascuna, properes a la via Emília construïda el 187 aC.
El 171 aC fou atacada pels lígurs que la van assolar ocupant la ciutat. Però el cònsol C. Claudius, la va recuperar, la va restaurar i va matar a vuit mil lígurs. Durant molt de temps no torna a aparèixer en cap fet rellevant però se sap que va adquirir prosperitat amb força rapidesa.
A la mort de Sul·la, Lèpid es va revoltar a la Cisalpina contra el senat romà, i Mutina fou una de les poques ciutats que va poder oferir resistència a Pompeu.
Després de la mort de Cèsar, Mutina fou assetjada i es van lliurar a la rodalia la guerra de Mutina, celebrades per Suetoni a "Bellum Mutinense". Dècim Juni Brut Albí era a Mutina amb tres legions i moltes forces auxiliars i fou assetjat per Marc Antoni. El senat es va declarar per Brut i va enviar als consols Hirtius i Pansa, i al jove Octavi, en ajut de Brut. Marc Antoni tenia el control de Bononia, Parma i Regium, i les seves forces eren davant Mutina. Hirtius va ocupar Claterna i Octavi va ocupar Forum Cornelii (Imola). Després van ocupar Bononia, i es van acostar a Mutina però no es van poder comunicar amb Brut. Mentre Pansa amb quatre legions avançava quan fou atacat per Antoni a Forum Gallorum a uns 12 km de Mutina, a la via de Bononia; a la batalla, Pansa fou ferit de mort, però l'arribada per l'esquena del cònsol Hirtius, que va atacar a Antoni de sobte, va provocar la seva completa derrota, i es va haver de retirar cap al camp a Mutina. Uns dies després una segona batalla (27 d'abril del 43 aC) sota les muralles de la ciutat, va causar la mort d'Hirtius però les forces d'Antoni foren altre cop derrotades i va haver d'abandonar el setge i es va retirar cap a l'oest.
En aquest temps Ciceró l'esmenta com "firmissima et splendidissima populi Romani colonia". Mela diu que Bononia, Patavium i Mutina eren les ciutats més opulentes d'aquesta part d'Itàlia.
Mutina va agafar el partit d'Otó l'any 69 i els senadors de la ciutat van restar a Roma mentre Otó anava a trobar a les forces de Vitel·li.
El 312, Mutina fou capturada per Constantí el Gran durant la seva guerra amb Maxenci. El 377 foren establerts a la ciutat les restes de la tribu dels taifali, sotmesa pels romans, per ordre de l'emperador Flavi Gracià, el que indicaria que ja havia començat la decadència i mancava població.

### Alta edat mitjana
Sant Ambròs descriu poc després la ciutat, la de Regium i altres com en estat de ruïna i decadència i els seus territoris dessolats i sense cultivar. El 452 la regió fou assolada per Àtila. Va passar als ostrogots i després als longobards.
Sota els reis llombards va esdevenir cap d'un districte de frontera amb l'Exarcat de Ravenna. L'emperador Maurici la va ocupar el 590, però Agilulf la va recuperar.
Fou inclosa a les possessions dels francs al segle viii i al segle ix va formar un comtat administrat pels seus bisbes i a la segona meitat a comtes seculars, amb els quals va formar part del marcgraviat de Toscana.

### Baixa edat mitjana
El segle X havia esdevingut una ciutat petita i pobre; els canals i rius abandonats havien inundat la regió i part de la ciutat era en ruïnes i la meitat estava enfangada.
Va entrar dins l'herència de la famosa Matilde de Canosa fins al 1115 en què va llegar aquests dominis a l'Església i des de llavors es va afermar el poder de la ciutat, establint-se com en altres ciutats la comuna, i després la senyoria (Obizzo II Este del 1288 al 1293 i Azzo VIII Este del 1293 al 1306, i després amb Francesc Pico el 1311-1312). El 1312 va passar a Màntua i el 1327 fou incorporada als dominis del Papa.

### Comtes-bisbes
- Leodolí 871-893
- Joan 893-898
- Geminolf 898-902
- Gotfred 902-933
- Arding 933-943
- Guiu 943-968

### Comtes
- Ató 968-981
- Tedald 981-1012
- Bonifaci de Toscana 1012-1052
- Matilde de Canosa 1052-1115

### Senyoria i Ducat
Hèctor Panico va assolir el poder el 1328 i va donar pas als Pio (Guiu Pio 1329-1333 i Manfred Pio 1333-1336) passant al Estense senyors de Ferrara el 1336. El senyor de Ferrara, de la casa d'Estense va rebre el títol de duc de Mòdena el 1452.
Vegeu Ducat de Mòdena

### Període napoleònic
El 1796 la ciutat fou ocupada pels francesos i unida a la República Cispadana i tot seguit a la República Cisalpina (1797), a la República d'Itàlia (1802) i al Regne napoleònic d'Itàlia (1805).

### Incorporació a Itàlia
El 1814 va ser ocupada pels austríacs i el 1815 el Congrés de Viena va cedir la ciutat i el Ducat de Mòdena a la casa d'Habsburg-Lorena, hereva dels Estense. La ciutat fou possessió dels Habsburg fins a la seva ocupació per les tropes piemonteses (Regne de Sardenya, esdevingut després Regne d'Itàlia) el 1859.

## Fills il·lustres
- Julius Segni (1498-1561) organista.
- Luigi Riccoboni (1674-1753) actor i literat.
- Francesco Peli (1695-1745) compositor i mestre de cant.
- Sperindio Bertoldo (1530-1590) organista i compositor.
- Domenico Lorenzo Ponziani (1719-1796) teòric dels escacs.
- Renzo Silvestri (1899-1979) pianista, compositor i professor de música.